# Ribare (Jagodina)
Pour les articles homonymes, voir Ribare.
Ribare (en serbe cyrillique : Рибаре) est une localité de Serbie située sur le territoire de la ville de Jagodina, district de Pomoravlje. Au recensement de 2011, elle comptait 3 517 habitants.
Ribare est officiellement classé parmi les villages de Serbie.

## Démographie

### Évolution historique de la population
| 1948  | 1953  | 1961  | 1971  | 1981  | 1991  | 2002  | 2011  |
| ----- | ----- | ----- | ----- | ----- | ----- | ----- | ----- |
| 2 239 | 2 295 | 2 308 | 2 515 | 2 976 | 3 259 | 3 165 | 3 517 |

|  |